# Efua Dorkenoo
Efua Dorkenoo, OBE (6 de setembro de 1949 - 18 de outubro de 2014), carinhosamente conhecida como "Mama Efua", foi uma ativista ganense-britânica contra a mutilação genital feminina (MGF) que foi pioneira no movimento global para acabar com a prática e trabalhou internacionalmente por mais de 30 anos para ver a campanha "passar de um problema sem reconhecimento para uma questão-chave para os governos de todo o mundo".

## Vida pregressa
Ela nasceu em Cape Coast, em Gana, na África, onde estudou na Wesley Girls' High School. Ela se mudou para Londres aos 19 anos para estudar enfermagem e obteve um mestrado na London School of Hygiene & Tropical Medicine e uma bolsa de pesquisa na City University London. Ela era enfermeira em vários hospitais, incluindo o Royal Free, e foi durante o treinamento como parteira que ela percebeu o impacto da MGF na vida das mulheres.

## Trabalho de campanha
Ela se juntou ao Minority Rights Group e viajou para várias partes da África para coletar informações para o que foi um dos primeiros relatórios publicados sobre MGF em 1980. Em 1983, ela fundou a Fundação para Saúde, Pesquisa e Desenvolvimento da Mulher (FORWARD), uma ONG britânica que apoia mulheres que sofreram MGF e tenta eliminar a prática. Ela começou a trabalhar com a Organização Mundial da Saúde (OMS) em 1995 e foi diretora interina de saúde da mulher até 2001. Ela foi Diretora de Advocacia e, subsequentemente, Conselheira Sênior da FGM para a Equality Now (uma organização internacional de direitos humanos). Ela era amiga íntima de Alice Walker, aconselhando e apresentando no documentário Warrior Marks (1993) feito por Walker e Pratibha Parmar e com Gloria Steinem, que escreveu uma introdução ao livro de Efua Dorkenoo de 1994 Cortando a Rosa: Mutilação Genital Feminina.

## Honras e reconhecimento
1994 - Nomeada Oficial da Ordem do Império Britânico.
2000 - Ela e Gloria Steinem receberam o prêmio internacional de direitos humanos da Equality Now.
2002 - Seu livro Cortando a Rosa: Mutilação Genital Feminina (publicado em 1994) foi selecionado por um júri internacional como um dos "100 melhores livros da África do século XX".
2012 - Nomeada pesquisadora sênior honorária na Escola de Ciências da Saúde, da City University London.
2013 - Nomeada uma das 100 mulheres da BBC.

## Vida pessoal
Ela era casada com Freddie Green, e teve dois filhos, Kobina e Ebow, e alguns enteados.
Efua Dorkenoo faleceu de câncer, em Londres, aos 65 anos, em 18 de outubro de 2014.

## Publicações selecionadas
- Cutting The Rose: Female Genital Mutilation the Practice and its Prevention (Minority Rights Group, 1994).
- Relatório da Primeira Conferência de Estudo sobre Mutilação Genital de Meninas na Europa/Mundo Ocidental (1993)
- Proteção à Criança e Mutilação Genital Feminina: Conselhos para a Saúde, Educação e Profissão de Serviço Social (1992)
- Mutilação Genital Feminina: Propostas de Mudança (com Scilla Elworthy) (1992)
- Tradição! Tradição: Uma história simbólica sobre a mutilação genital feminina (1992)
- Como Stella Efua Graham com Scilla McLean (eds), Female Circumcision, Excision, and Infibulation (Minority Rights Group Report 47, 1980)